# 徐道登
徐道登（16世紀—17世紀），字與貌，南直隶蘇州府吴县人，明朝政治人物。

## 生平
萬曆四十年（1612年）壬子科舉人，四十一年（1613年）癸丑科進士，授刑部主事，晉郎中，四十七年任河间府知府。天启二年（1622年）以纠察去職。

## 引用
1. ↑  万历四十七年五月，升刑部郎中徐道登知直隶河间府，沈中英知直隶安庆府，户部郎中徐九章知河南彰德府。
2. ↑  天启二年正月庚申，吏科等科都给事中薛凤翔等、河南等道掌道事御史刘兰等纠拾遗察方面官员：河东都转运盐使司副使丁浚、山西右参政陈一教、河间府知府徐道登、原任广东韶州府知府今升广西副使晏摅忠、原任江西南康府知府今升云南副使袁懋贞、云南左布政使施尔志、云南楚雄府知府邵建封、原任广东提学佥事杨瞿崃、原任邵武府知府今升广西提学副使鲁史、浙江左参议许鼎臣，及有司官江西瑞州府上高县驱祖贤等，部覆罢斥降级调简各有差。
3. ↑  《苏州府志》